# Säivärivier
De Säivärivier (Zweeds: Säiväjoki of Seiväjoki) is een rivier, die stroomt in de Zweedse  provincie Norrbottens län. Het vormt de verbinding tussen het Rantajärvi en Kuittasjärvi. Het is de grootste leverancier van water voor de latere Kuittasrivier. De Säivärivier is ongeveer 8 kilometer.